# Джонс, Дженни (сноубордистка)
Дже́нни Джонс (англ. Jenny Jones; 3 июля 1980, Бристоль) — британская сноубордистка, выступающая в слоупстайле и хафпайпе.
- Бронзовый призёр Зимних Олимпийский игр 2014 года в слоупстайле;
- Двукратная чемпионка X-Games в слоупстайле (2009, 2010);
- Победительница Чемпионата Новой Зеландии в хафпайпе (2001);
- Серебряный призёр X-Games в слоупстайле (2011);
- Серебряный призёр этапа Кубка мира в слоупстайле.

## Результаты выступлений в Кубке мира
| 2012-13 Итоги | 2012-13 Итоги | Купер | ЧМ Стоунхем | Сочи | Шпиндлерув-Млин | Сьерра-Невада |
| Очков         | Место         | С-С   | С-С         | С-С  | С-С             | C-C           |
| 440           | 41            | 28    | 6           | CANC | 6               | -             |

| 2013-14 Итоги | 2013-14 Итоги | Кардона | Купер | Гштаад | Стоунхем | ОИ Сочи | Крайшберг |
| Очков         | Место         | С-С     | С-С   | С-С    | С-С      | C-C     | C-C       |
| 800           | 22            | 2       | -     | -      | -        | 3       |           |